# Cratobracon mindananus
Cratobracon mindananus är en stekelart som först beskrevs av Per Abraham Roman 1914.  Cratobracon mindananus ingår i släktet Cratobracon och familjen bracksteklar. Inga underarter finns listade i Catalogue of Life.